# Жупанија Јаши
Јаши (рум. Județul Iași) је жупанија у Румунији, у њеном источном делу. Управно средиште жупаније је истоимени град Јаши, а битни су и градови Пашкани, Таргу Фрумос и Харлау.
Град Јаши је познат као важно верско средиште у Румунији, посебно због чувања моштију Свете Петке.

## Положај
Жупанија Јаши је погранична жупанија према Молдавији ка истоку. Жупанију са других страна окружују следеће жупаније:
- ка северу: Ботошани
- ка југу: Васлуј
- ка западу: Њамц
- ка северозападу: Сучава

## Природни услови
Жупанија Јаши је у Молдавији. Жупанија се налази у области молдавског побрђа, типичног за ову историјску покрајину. Средишњи део жупаније је нешто нижи и равнији, па се ту сместио град Јаши, средиште целе румунске Молдавије. Важна је река Прут, која је жупанијска и државна граница на истоку, ка републици Молдавији, док друга важна река, Сирет, протиче кроз западни део жупаније.

## Становништво
| 1948.   | 1956.   | 1966.   | 1977.   | 1992.   | 2002.   | 2011.   | 2021.   |
| ------- | ------- | ------- | ------- | ------- | ------- | ------- | ------- |
| 431.586 | 516.635 | 619.027 | 729.243 | 811.342 | 816.910 | 772.348 | 760.774 |

Према попису из 2021. године, жупанија Јаши је имала 760.774 становника што је за 11.574 мање (-1,50%) у односу на 2011. када је на попису било 772.348 становника. Највећа је жупанија Румуније по броју становника.
Већину становништва у жупанији чине Румуни (80,66%), а од мањина највише има Рома (1,31%).
| Етнички састав према попису из 2021.‍ | Етнички састав према попису из 2021.‍ | Етнички састав према попису из 2021.‍ | Етнички састав према попису из 2021.‍ | Етнички састав према попису из 2021.‍ |
| ------------------------------------ | ------------------------------------ | ------------------------------------ | ------------------------------------ | ------------------------------------ |
|                                      |                                      |                                      |                                      |                                      |
| Румуни                               | Румуни                               |                                      | 613.615                              | 80,66%                               |
| Роми                                 | Роми                                 |                                      | 9.964                                | 1,31%                                |
| Липовани                             | Липовани                             |                                      | 1.495                                | 0,20%                                |
| Италијани                            | Италијани                            |                                      | 173                                  | 0,02%                                |
| Украјинци                            | Украјинци                            |                                      | 145                                  | 0,02%                                |
| Јевреји                              | Јевреји                              |                                      | 133                                  | 0,02%                                |
| Остали                               | Остали                               |                                      | 1.042                                | 0,14%                                |
| Непознато                            | Непознато                            |                                      | 134.207                              | 17,64%                               |